# Adrian Milićević
Adrian Milićević (* 20. Juli 1998 in Karlovac) ist ein kroatischer Handballspieler.

## Karriere
In seiner Jugend lief Milićević für HRK Karlovac auf. In dieser Zeit wurde er bei den Jugend-Staatsmeisterschaften ins Allstar-Team gewählt. Bis zur Saison 2018/19 lief der Kreisläufer für seinen Jugendverein auf ehe er von HC Metalurg Skopje verpflichtet wurde. Mit den Nordmazedoniern nahm Milićević an der SEHA-Liga und der EHF Champions League teil. 2019/20 und 2020/21 lief der Rechtshänder für RK Maribor Branik auf. Seit der Saison 2021/22 ist Milićević für den SC Ferlach in der Handball Liga Austria aktiv.

## Saisonstatistik

### HLA Meisterliga
| Saison    | Verein     | Spielklasse     | Spiele | Tore | 7-Meter      | Feldtore |
| --------- | ---------- | --------------- | ------ | ---- | ------------ | -------- |
| 2021/22   | SC Ferlach | HLA Meisterliga | 028    | 096  | 14/15        | 082      |
| 2022/23   | SC Ferlach | HLA Meisterliga | 024    | 118  | 15/21        | 103      |
| 2023/24   | SC Ferlach | HLA Meisterliga | 024    | 107  | 16/22        | 091      |
| 2024/25   | SC Ferlach | HLA Meisterliga | 024    | 107  | 20/27        | 087      |
| 2021–2025 | gesamt     | HLA Meisterliga | 100    | 428  | 65/85 (76 %) | 363      |